# Wheathampstead
Wheathampstead är en ort och civil parish i Storbritannien.   Den ligger i distriktet St Albans i grevskapet Hertfordshire i England, i den södra delen av landet, 40 km norr om huvudstaden London. Wheathampstead ligger 91 meter över havet och antalet invånare är 4 086.
Terrängen runt Wheathampstead är platt. Runt Wheathampstead är det tätbefolkat, med 790 invånare per kvadratkilometer. Närmaste större samhälle är Luton, 11,4 km nordväst om Wheathampstead. Trakten runt Wheathampstead består till största delen av jordbruksmark.